# Samstorptjärnet
Samstorptjärnet är en sjö i Karlstads kommun i Värmland och ingår i Göta älvs huvudavrinningsområde. Sjön är 6,7 meter djup, har en yta på 0,665 kvadratkilometer och befinner sig 64,5 meter över havet.

## Delavrinningsområde
Samstorptjärnet ingår i det delavrinningsområde (659687-137420) som SMHI kallar för Inloppet i Alstern. Medelhöjden är 73 meter över havet och ytan är 26,8 kvadratkilometer. Räknas de 21 avrinningsområdena uppströms in blir den ackumulerade arean 306,27 kvadratkilometer. Alstersälven (Alsterälven) som avvattnar avrinningsområdet har biflödesordning 2, vilket innebär att vattnet flödar genom totalt 2 vattendrag innan det når havet efter 247 kilometer. Avrinningsområdet består mestadels av skog (55 procent), öppen mark (12 procent) och jordbruk (24 procent). Avrinningsområdet har 0,63 kvadratkilometer vattenytor vilket ger det en sjöprocent på 2,4 procent. Bebyggelsen i området täcker en yta av 0,7 kvadratkilometer eller 3 procent av avrinningsområdet.